# Anomiopus alexandrei
Anomiopus alexandrei är en skalbaggsart som beskrevs av Canhedo 2006. Anomiopus alexandrei ingår i släktet Anomiopus och familjen bladhorningar. Inga underarter finns listade i Catalogue of Life.